# عبدالنقی افشارنیا
عبدالنقی افشارنیا (زادهٔ ۱ شهریور ۱۳۳۰ در دزفول) موسیقی‌دان و نوازندهٔ ساز نی اهل ایران است.

## زندگی‌نامه و فعالیت هنری
عبدالنقی افشارنیا، در ۱ شهریور سال ۱۳۳۰ در دزفول متولد شد. او موسیقی را از ۱۲ سالگی نزد استادانِ محلی آغاز کرد و در سال ۱۳۴۸ موفق به اخذ دیپلم گردید و در همان سال برای ادامه تحصیل در رشتهٔ آمار به تهران آمد. در سال ۱۳۵۲ پس از پایان تحصیل در این رشته، به دانشکده هنرهای زیبای دانشگاه تهران رفت و از آموزش‌های هنرمندانی نظیر: نورعلی برومند و داریوش صفوت و همچنین کلاس آزاد آواز محمود کریمی بهره برد. او هم‌زمان کار حرفه‌ای خود را در ارکستر ژونس موزیکال ایران به ریاست سعدی حسنی آغاز نمود و هم‌چنین از سال ۱۳۵۴ به عنوان یکی از پایه‌گذاران گروه شیدا، به سرپرستی محمدرضا لطفی در سازمان رادیو تلویزیون ملی ایران به اجرای برنامه پرداخت. وی در سال ۱۳۵۷ موفق به اخذ مدرک لیسانس موسیقی ایرانی از دانشگاه تهران گردید.
افشارنیا در سال ۱۳۶۵ به استخدام وزارت فرهنگ و ارشاد اسلامی درآمد و از سال ۱۳۶۶ تدریس و آموزش موسیقی را در هنرستان‌ها و از سال ۱۳۶۹ در دانشکده‌های موسیقی دانشگاه‌های هنر، تهران، سوره، آزاد و جامع علمی کاربردی آغاز کرد. او ۳ جلد کتاب برای آموزش ساز نی نوشته‌است و هم‌چنین اجراهای متعددی در داخل و خارج از کشور داشته و هم‌اکنون به تدریس موسیقی اشتغال دارد. سیامک جهانگیری و پاشا هنجنی از جمله شاگردان او هستند. وی هم‌چنین در جشنواره‌های موسیقی مانند جشنواره موسیقی جوان، به عنوان کارشناس و اعضای هیئت داوران حضور داشته‌است.
او کنسرت‌های بداهه‌نوازی نیز همراه با محمدرضا لطفی و محمدرضا شجریان برگزار نمود و اجراهای متعددی را نیز به صورت خصوصی یا صحنه‌ای، به عنوان نوازنده نی بر صحنه برده‌است.
از جمله آثار شناخته‌شدهٔ او می‌توان به: تکنوازی نی در آلبوم موسیقی چاووش یک، آلبوم معمای هستی و آلبوم «مال‌کنون» اشاره نمود.

## آثار هنری
از جمله آثار عبدالنقی افشارنیا، به موارد زیر می‌توان اشاره نمود:
- آلبوم چاووش ۱ (به یاد عارف) با خوانندگی محمدرضا شجریان و آهنگسازی محمدرضا لطفی[۱۳]
- آلبوم چاووش ۳ با خوانندگی شهرام ناظری و بیژن کامکار و آهنگسازی حسین علیزاده و محمدرضا لطفی[۱۴]
- آلبوم سپیده (چاووش ۶) با خوانندگی محمدرضا شجریان و آهنگسازی محمدرضا لطفی و پرویز مشکاتیان[۱۵]
- آلبوم چاووش ۷ با خوانندگی محمدرضا شجریان و شهرام ناظری با آهنگسازی حسین علیزاده، محمدرضا لطفی، پرویز مشکاتیان و هوشنگ کامکار[۱۶]
- آلبوم چاووش ۸ با خوانندگی شهرام ناظری و سیما بینا و آهنگسازی محمدرضا لطفی[۱۷]
- آلبوم چاووش ۹ با خوانندگی محمدرضا شجریان و آهنگسازی محمدرضا لطفی[۱۸]
- آلبوم معمای هستی با خوانندگی محمدرضا شجریان و آهنگسازی محمد رضا لطفی و همنوازی همایون شجریان[۱۲]
- آلبوم شورانگیز با خوانندگی شهرام ناظری و آهنگسازی حسین علیزاده[۱۹]
- آلبوم نوروز با خوانندگی شهرام ناظری و آهنگسازی حسین علیزاده[۲۰]
- آلبوم صبحگاهی با خوانندگی محسن کرامتی و آهنگسازی حسین علیزاده[۲۱]
- آلبوم در خیال با خوانندگی محمدرضا شجریان و آهنگسازی مجید درخشانی[۲۲]
- آلبوم «بیکران» با خوانندگی مهدی فلاح و آهنگسازی مجید درخشانی[۲۳]
- آلبوم یادواره استاد نورعلی برومند با خوانندگی نصرالله ناصح‌پور و آهنگسازی محمدرضا لطفی[۲۴]
- آلبوم بیست سال با آثار پرویز مشکاتیان با خوانندگی شهرام ناظری، علی رستمیان، حمیدرضا نوربخش، علیرضا افتخاری و آهنگسازی پرویز مشکاتیان[۲۵]
- آلبوم بی‌خود شده به همراه محمدرضا لطفی، محمد قوی‌حلم و امید لطفی (کنسرت ۱۹۹۷ زوریخ)[۲۶]
- آلبوم «مال‌کنون» با خوانندگی مسعود بختیاری و آهنگسازی عطاءالله جنگوک[۲۷]
- آلبوم «یاد یار مهربان» ، با خوانندگی کاوه دیلمی و آهنگسازی فرهاد فخرالدینی[۲۸]
- آلبوم «رامشگران» (همراه با گروه شیدا)، با خوانندگی کاوه دیلمی و آهنگسازی فرهاد فخرالدینی[۲۹]
- آلبوم مقام صبر با خوانندگی علیرضا افتخاری و آهنگسازی پرویز مشکاتیان[۳۰]
- آلبوم «سرو و ماه» با خوانندگی بهرام باجلان و آهنگسازی عطاءالله جنگوک[۳۱]
- آلبوم «صدیف» با خوانندگی رامبد صدیف و آهنگسازی داوود آزاد[۳۲]
- آلبوم «آه از این مطرب» با آهنگسازی محمدرضا لطفی[۳۳]
- آلبوم «افشاری بیات ترک نوا» با خوانندگی رامبد صدیف[۳۴]
- موسیقی سریال تلویزیونی رعنا با آهنگسازی شریف لطفی[۳۵]

آلبوم "دلشدگان" با آهنگسازی حسین علیزاده و خوانندگی محمدرضا شجریان